# Qui ? (film, 1970)
Pour film de 1935, voir Qui ? (film, 1935).
Pour les articles homonymes, voir Qui ?.
Pour plus de détails, voir Fiche technique et Distribution.
Qui ? (italien : Il cadavere dagli artigli d'acciaio) est un film franco-italien réalisé par Léonard Keigel, sorti en 1970.

## Synopsis
Marina vient d'échapper à la mort. La voiture dans laquelle elle se trouvait avec Claude, son amant, vient de tomber d'une falaise dans la mer. La police, arrivée sur les lieux, reste perplexe sur le discours de la jeune femme, car le corps de Claude n'a pas été retrouvé après l'immersion du véhicule. Voyant Marina sous le choc, Serge, le frère de Claude, lui propose de l'héberger quelque temps, d'autant plus qu'elle est encore hantée par le disparu. Cette situation lui permettra aussi d'instruire au mieux ses curiosités auprès de la charmante rescapée, paradoxalement, peu affectée.

## Fiche technique
- Titre original : Qui ?
- Titre italien : Il cadavere dagli artigli d'acciaio
- Titre anglais : The Sensuous Assassin
- Réalisation : Léonard Keigel
- Assistant Réalisateur : Michel Leroy, Annie Maurel, Christian Guillouet, Eric Simon
- Scénario : Léonard Keigel, Paul Gégauff et Franco Dal Cer (ce dernier pour la version italienne)
- Production : Edmondo Amati (en) et Raymond Danon
- Assistants de production : Marie Dabadie, Eric Simon
- Régisseur : Paul Dufour
- Assistant opérateur : Guy Lecouvette
- Société de production : Lira Films (France) et Fida Cinematografica (Italie)
- Attaché de presse : Promo-Flash
- Photographie : Jean Bourgoin
- Photographe de plateau : Raoul Foulon
- Maquillage : Jacky Bouban, Jean-Pierre Eychenne
- Son : René Longuet, Pierre Davoust
- Climat sonore : Jean Nény, Alex Pront, Daniel Couteau
- société de mixage : S.I.M.O.
- Musique : Claude Bolling (édition Bleu-Blanc-Rouge)
- Montage : André Delage assisté de Catherine Peltier
- Pays d'origine : France - Italie
- Lieux de tournage : Le Clos-Baron à Fourqueux (appartement-témoin), aéroport de Paris, maison des pécheurs à Juan-les-Pins
- Format : Couleurs - Mono
- Genre : Giallo, Suspense
- Durée : 78 minutes
- Date de sortie : 23 septembre 1970

## Distribution
- Romy Schneider : Marina
- Maurice Ronet : Serge
- Gabriele Tinti : Claude
- Simone Bach : Dorothée, ex-femme de Serge
- Jacques Duby : L'invité ennuyeux
- Anne-Marie Coffinet : une invitée
- Jean Berger : le médecin
- Dany Jacquet : Sabine
- Julián Antonio Ramírez : l'acheteur
- Rémy Julienne
- Jean-Paul Blonday : le passager de l'avion
- Suzy Hannier (écrit Susie sur le générique)
- Jean-Jacques Bourgeois (écrit Bourgois sur le générique)